# Złotlin japoński

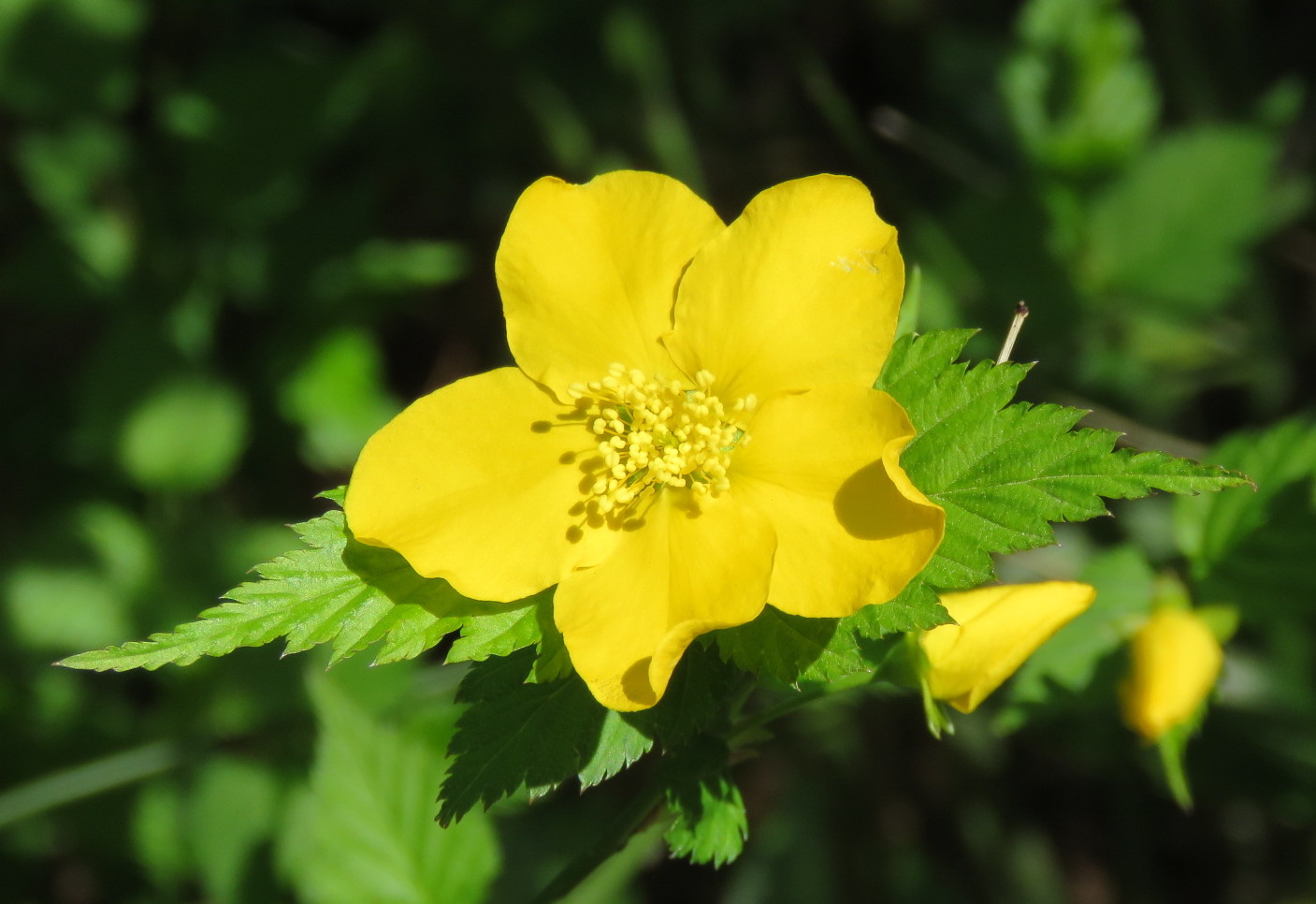
Kwiat złotlinu japońskiego

Złotlin japoński, złotlin chiński (Kerria japonica) – gatunek krzewu z rodziny różowatych (Rosaceae). Bywa też nazywany japońską złotą różą. Jest jedynym przedstawicielem monotypowego rodzaju złotlin (Kerria). Pochodzi ze środkowych i wschodnich Chin oraz Japonii, według niektórych źródeł na Wyspach Japońskich tylko od wieków uprawiany. W naturze rośnie na obszarach górskich w lasach i na skalistych zboczach. 
Do Europy gatunek został sprowadzony na początku XIX wieku. Jest uprawiany w wielu krajach świata, również w Polsce, jako roślina ozdobna. W niektórych miejscach dziczeje z upraw i rośnie w środowisku naturalnym.

## Morfologia
PokrójKrzew o początkowo wyprostowanych pędach, później rózgowato zwisających, dorasta od 1 do 3 metrów wysokości. Wytwarza odrosty korzeniowe. Pędy są zielone, połyskujące (nadają charakterystyczny wygląd krzewom zimą, w stanie bezlistnym).
LiścieOpadające na zimę. Intensywnie zielone latem, przebarwiające się na żółto jesienią, pojedyncze, podłużne, długości 4–7 cm z ostro ząbkowanymi brzegami, z wierzchołkiem wyciągniętym w długi, ostry koniec.
KwiatyZłocistożółte, pojedyncze, osadzone na długich szypułkach, o średnicy ok. 4,5 cm. Rozwijają się na przełomie maja i czerwca (często powtarzają kwitnienie w końcu lata). U form dziko rosnących są one pojedyncze, u odmian ozdobnych są to często kwiaty pełne. Działek kielicha jest 5, zrośniętych u nasady. Płatków korony u form dzikich jest 5. Pręciki są liczne. Zalążnia jest górna, tworzona przez zrośnięcie 5–8 owocolistków zawierających po jednym zalążku. Szyjki słupka są cienkie, w liczbie odpowiadającej liczbie owocolistków.
OwoceZbiorowe, składające się zwykle z 5 brązowoczarnych niełupek otoczonych trwałymi działkami. W polskich warunkach owoce zwykle się nie zawiązują.

## Systematyka
Pozycja systematyczna według Angiosperm Phylogeny Website (aktualizowany system APG IV z 2016)
Rodzaj należący do plemienia Kerrieae, podrodziny Spiraeoideae, rodziny różowatych (Rosaceae Juss.), rzędu różowców, kladu różowych w obrębie okrytonasiennych.

## Uprawa
Nadaje się do parków i ogródków przydomowych. Jego kwitnące pędy nadają się na kwiat cięty. Jest mrozoodporny (strefy mrozoodporności 5-10). Podczas bardzo surowych zim może przemarznąć, ale łatwo odrasta. Nie ma specjalnych wymagań co do rodzaju gleby, ale powinna ona być stale wilgotna. Może rosnąć zarówno w słońcu, jak i w półcieniu, ale w pełnym słońcu ma kwiaty słabiej wybarwione. Po przekwitnięciu krzew przycina się. Rozmnaża się go łatwo z sadzonek pędowych, lub jesienią z pędów odziomkowych. Obecnie rzadko uprawia się typową, dziko rosnącą formę, uprawiana jest głównie odmiana 'Pleniflora'. Ma podwójne kwiaty. Odmianę tę sprowadzono do Europy o 50 lat wcześniej, niż botanicy opisali dziko rosnący gatunek. Poza tym uprawiana jest odmiana 'Picta' – pstrolistna. Odmiana o pojedynczym okwiecie – 'Simplex' – rośnie w formie niskiego i rozłożystego krzewu.

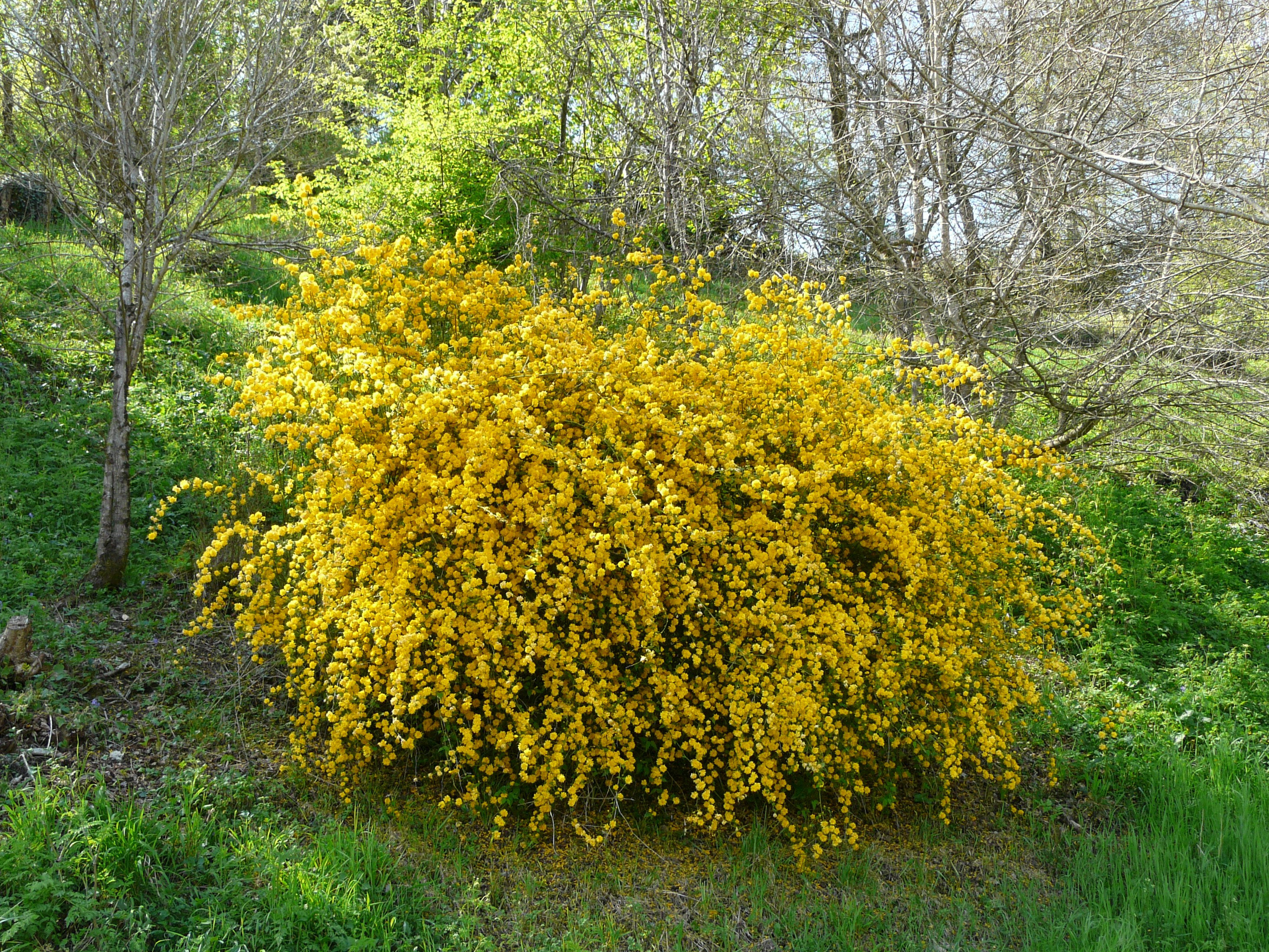
Odmiana 'Pleniflora'
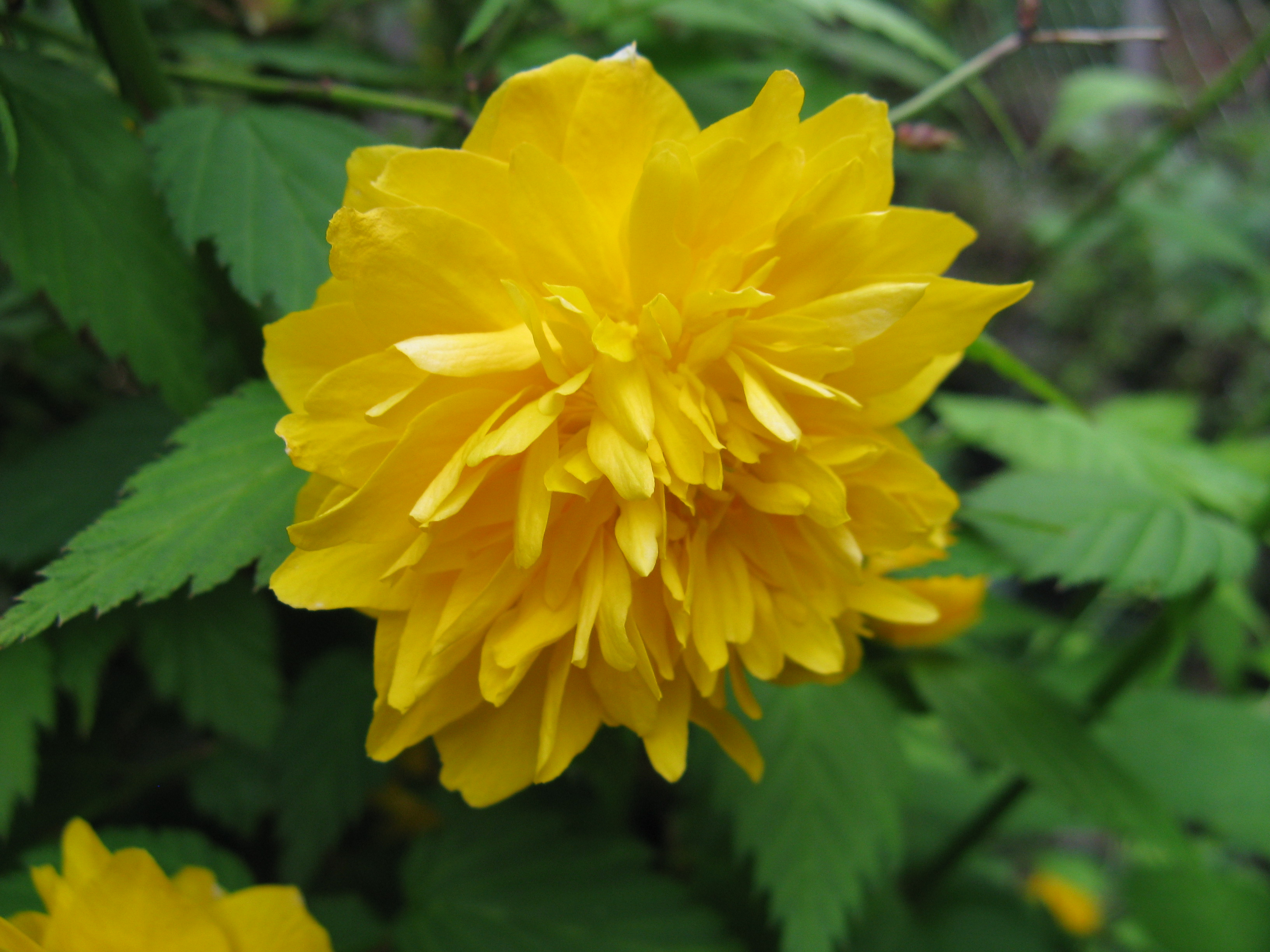
Kwiat odmiany 'Pleniflora'
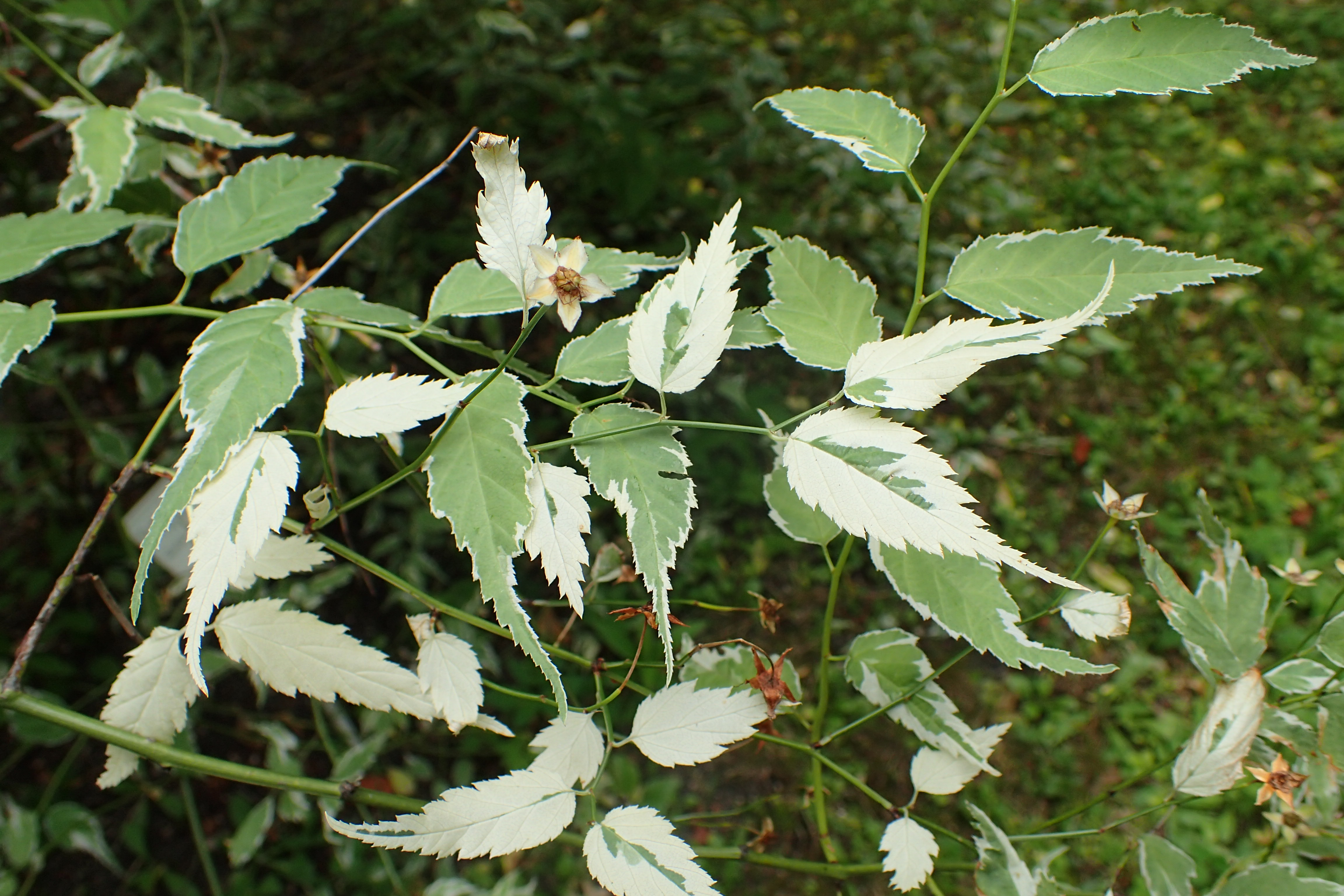
Liście odmiany 'Picta'